# ハルシュタイン委員会
ハルシュタイン委員会（ハルシュタインいいんかい、1958年1月7日 - 1967年6月20日）は、ヴァルター・ハルシュタインを委員長とする欧州経済共同体委員会。ハルシュタインが委員長を2期務めているため、委員会は第1次と第2次とがある。

## 業績
ハルシュタイン委員会は欧州経済共同体 (EEC) の最初の委員会であり、その後レイ委員会に引き継がれている。期間は2つに分かれ、委員会は9人の委員、出身国の内訳はフランス、イタリア、西ドイツから各2名、ルクセンブルク、ベルギー、オランダから各1名で構成された。ハルシュタイン委員会は欧州単一市場の創設と共同農業政策に着手し、穀物価格の調整を図るなど多くの成果を挙げた。この穀物価格に関してはド・ゴールがイギリスの加盟を拒んだことも背景にある。ド・ゴールは委員会に対して強く抵抗していたが、穀物価格の調整に関する案件は価格拘束の破棄を困難にするようなものにし、フランスの主張する価格をEECの考え方に近づけさせるものであった。この件により委員会は、当時ケネディ・ラウンドで委員会が国際的な協議の場に初登場していたが、加盟国だけでなく共同体域外からの威信を高めるものになった。

## 農業に関する案件
1965年、ハルシュタインは共通農業政策関連の予算について委員会の提案を推し進めていた。その提案とは、委員会が加盟国の影響を受けない独自の財源を開拓し、欧州議会に対して予算権限を強化させるというものであった。ところがこの案件は理事会で諮られたが、フランス政府は賛成しないと表明した。ハルシュタインはこの案件にはらむ不安要素を認識し、普段は行わない提案の起草を、通常は農業担当委員が行うものであるが、自ら行っている。当時の委員会における協議の論調もどのような結果をもたらすか察知しており、一部の委員、とりわけフランス出身の2人の委員はこの案に反対したが、同時にこの件は委員会の長期的な目標に欠かせないものであるとも判断していた。
この法令により委員会の権限が強化されただけでなく、議会も加盟国の影響力を超えた構造を持ち、また各国政府の拒否権に左右されないような権限を得た。これによりハルシュタインはより権限を求めて行動してきた欧州議会の支持を取り付けた。その後ハルシュタインは理事会に対して主張する1週間前である3月24日に、議会において自身の政策を提唱した。これによりハルシュタインは欧州議会と自身の利害を一致させ、加盟国政府の反対を押し切るのに十分なヨーロッパ主義支持の波を起こそうとした上で、委員会がどのように行動するべきかを示した。しかしこれら一連の動きにおいて、過去に成功を重ねてきたもののハルシュタインは危険をはらんでいる自らの主張を過信していた。ハルシュタインは自らの主張を展開したものの理事会は難色を示し、フランス大統領シャルル・ド・ゴールは委員会が加盟国を越える権限を持つことを懸念し、ハルシュタインがあたかも1国の首脳であるかのような行動を非難した。フランスは共通農業政策について、フランス以外の加盟国が受け入れているだけに過ぎず、多数決で異論を唱えているようなものとみなしていたのである。

## 空席危機
上記の件や委員会とフランスの間であった同様の考え方の相違について、フランスが理事会の議長国となり、そのために通常の調停機能が失われ両者の溝は深まっていった。さらに理事会がフランスとほかの加盟国間での議論の場の中心となり、委員会の存在は隅に追いやられていった。このため政策立案という委員会の専門的な機能が用いられる機会は失われてしまった。1965年6月30日、ついにフランス政府は自己の主張が受け入れられるまで理事会に出席しないと表明して、ブリュッセルに駐在していた政府代表を召還した。このいわゆる「空席危機」はEECの活動が加盟国の行動のために停止するという初の事件であり、理事会の行動の失敗を晒すものであった。
フランス政府は国内経済が協議に戻ることを求める圧力が起こるまでの6か月間、「空席」を続けた。1966年1月にルクセンブルクで会合が開かれ、そこで合意に至った。このいわゆる「ルクセンブルクの妥協」で加盟国は自国の国益に影響するような決定には拒否権を行使することができるようになったが、どのような国益を対象とするか、また紛争の解決の方法についての詳細は定められなかった。ところがこれ以降、拒否権はたびたび行使されることになる。理事会において全会一致で可決する案件では反対を表明することで拒否権を行使することになるためで、この妥協の規定は単一欧州議定書で削除された。空席危機後、委員会は理事会のスケープゴートとなり、ハルシュタインはジャック・ドロールが登場するまでで最も行動力のあるリーダーであったが、理事会が再任を拒んでその職務を追われた唯一の委員となった。

## 第1次委員会
ハルシュタインの1期目の委員会の任期は1958年1月1日から1962年1月9日までで、その委員会の構成は以下の通りである。
政治傾向 [ 4 ]  左派' - [ 1 ] 中道 - [ 7 ] 右派 - [ 0 ] 不明
| 担当分野                    | 委員                                           | 出身国         | 所属政党           |
| --------------------------- | ---------------------------------------------- | -------------- | ------------------ |
| 委員長                      | ヴァルター・ハルシュタイン                     | 西ドイツ       | CDU                |
| 副委員長 農業担当           | シッコ・マンスホルト                           | オランダ       | CDA                |
| 副委員長 経済・通貨問題担当 | ロベール・マルジョラン                         | フランス       | 無所属 のちに SFIO |
| 副委員長 域内市場担当       | ピエロ・マルヴェスティーティ 1959年9月15日まで | イタリア       | DC                 |
| 域内市場担当                | ジュセッペ・カロン 1959年11月24日以降          | イタリア       | DC                 |
| 海外開発担当                | ロベール・ルメニャン                           | フランス       | 無所属             |
| 対外関係担当                | ジャン・レイ                                   | 西ドイツ       | PRL                |
| 競争担当                    | ハンス・フォン・デア・グレーベン               | 西ドイツ       | 無所属             |
| 社会問題担当                | ジュゼッペ・ペトリリ 1961年2月8日まで          | イタリア       | 無所属             |
| 社会問題担当                | リオネッロ・レヴィ・サンドリ 1961年2月8日以降  | イタリア       | PSI                |
| 運輸担当                    | ミシェル・ラスキン 1958年4月27日まで           | ルクセンブルク | LSAP               |
| 運輸担当                    | ランベール・シャウズ 1958年6月18日以降         | ルクセンブルク | CSV                |

## 第2次委員会
ハルシュタインの2期目の委員会の任期は1962年1月9日から1967年6月30日までで、その委員会の構成は以下の通りである。
政治傾向 [ 3 ] l左派 - [ 1 ] 中道 - [ 4/3 ] 右派 - [ 1/2 ] 不明
| 担当分野                                 | 委員                                                   | 出身国         | 所属政党           |
| ---------------------------------------- | ------------------------------------------------------ | -------------- | ------------------ |
| 委員長                                   | ヴァルター・ハルシュタイン                             | 西ドイツ       | CDU                |
| 副委員長 農業担当                        | シッコ・マンスホルト                                   | オランダ       | CDA                |
| 副委員長 経済・通貨問題担当              | ロベール・マルジョラン                                 | フランス       | 無所属 のちに SFIO |
| 副委員長 域内市場担当                    | ジュセッペ・カロン 1963年5月15日                       | イタリア       | DC                 |
| 域内市場担当                             | グイード・コロンナ・ディ・パリアーノ 1964年7月30日以降 | イタリア       | 不明               |
| 海外開発担当                             | アンリ・ロシュロー                                     | フランス       | 不明               |
| 対外関係担当                             | ジャン・レイ                                           | ベルギー       | PRL                |
| 共同担当                                 | ハンス・フォン・デア・グレーベン                       | 西ドイツ       | 無所属             |
| 社会問題担当 1965年7月30日以降、副委員長 | リオネッロ・レヴィ・サンドリ                           | イタリア       | PSI                |
| 運輸担当                                 | ランベール・シャウズ                                   | ルクセンブルク | CSV                |